# ウメちゃん
ウメちゃんは、日本のテレビ局BSフジの犬のマスコットキャラクター。フジテレビジョンのキャラクター、ラフの妹という設定。
全体的にライトブルーの兄と違い、ピンク色。パンツの見えるほど短いワンピースを常に着用している。ブロンドの髪の毛はカールしている。ハートマーク型のサングラスを頭に乗せている。
当キャラクター名を用いた、5分間のBSフジ番宣番組枠「ウメオシ！」がある。